# Rel-license
A rel-license é uma forma de indicar informação sobre a licença de uma página. Trata-se de um dos vários microformatos que adicionam rel="license" em um hiperlink, é indicado que o destino do hiperlink é a licença da página atual.

## Exemplo
Com o seguinte hiperlink, O autor indica que a página é sobre Licenças Creative Commons:
<a href="http://creativecommons.org/licenses/by/2.0/" rel="license">cc by 2.0</a>
Múltiplos rel="license" indicam que a página está disponível sob qualquer da licenças citadas.